# Mount Picciotto
Der Mount Picciotto ist ein markanter, überwiegend eisfreier und 2560 m hoher Berg in der antarktischen Ross Dependency. Er überragt das nordöstliche Ende der Painted Cliffs auf dem Prinz-Andrew-Plateau in der Queen Elizabeth Range des Transantarktischen Gebirges.
Das Advisory Committee on Antarctic Names benannte ihn 1966 nach Edgard E. Picciotto, Glaziologe des United States Antarctic Research Program auf der Amundsen-Scott-Südpolstation von 1962 bis 1963 sowie Teilnehmer an Traversexpeditionen durch das Königin-Maud-Land zum geografischen Südpol zwischen 1964 und 1965 bzw. 1965 und 1966.